# Menóra

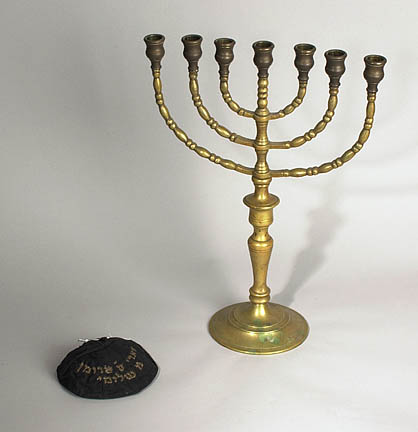
Jarmulke és menóra a Harry S. Truman-gyűjteményből
(A jarmulke vagy kipa az ortodox zsidó férfiak által hordott kis fejtakaró, sapka)

A zsidóság egyik legrégebbi jelképe, a menóra egy hétágú gyertyatartó, amely a Mózes által látott égő csipkebokrot szimbolizálja. Eredetileg a menóra olajlámpás volt, csak sokkal később, a gyertya feltalálása után vált gyertyatartóvá.
A menóra nem tévesztendő össze a hanukiának (hanukiah, chanukiah) nevezett nyolc plusz egy ágú gyertyatartóval, amely a makkabeusoknak a szír túlerőn i. e. 165-ben aratott csodálatos győzelmét ünneplő nyolcnapos ünnep, a hanuka jelképe.
A legősibb zsidó szimbólum kétségtelenül a hétágú gyertyatartó, a menóra. (Ez a szó héberül egyszerûen lámpást jelent.) Párhuzamosan fölfelé ívelõ fához hasonlít, amelynek ágai kétoldalt ölelik át a törzsbõl egyenesen felfelé ívelő főágat. Már az időszámításunk előtti 15. században, Mózes korában is fontos szerepet töltött be: a pusztai Szentély középpontjában állt, s egyetlen percre sem aludhatott ki a lángja. (Az örök lámpás olaját a papok naponta pótolták.) A kor legkitűnőbb ötvöse, Becalél mester készítette színaranyból, drágakövekkel ékesítve a kb. 1 méter magas menórát. (Nevét ma képzőművészeti akadémia és múzeum őrzi Jeruzsálemben.)

## A menóra a korai zsidóságban
Az eredeti menóra az Istennek a Tóra második könyvében (Sömot ~ 2.Mózes ~ Kivonulás könyve) 25. rész 31-40 verseiben leírt utasításai alapján készült és a Szent sátor, majd később a jeruzsálemi templom szertartásainak szerves része volt. A szentélyben lévő menórát a kohanim minden este szertartásosan meggyújtotta, és minden reggel ugyanúgy előírásosan megtisztította, a csonkokat kicserélte és a csészékbe friss olívaolajat öntött.
A kohaniták Áron papi leszármazottjai, akiket Isten eredetileg az Aranyborjú-eset után jelölt ki bizonyos szent munkák, mint az áldozatok és más szertartások elvégzésére. A jeruzsálemi templom elpusztulása után a rabbinikus zsidóság kialakulásával a kohanimok szerepe jelentősen lecsökkent, de származási vonalaikat gondosan megőrzik. Formális szerepük azóta csak a nagy megtiszteltetésnek számító első aliyahra, – a Tóra-felolvasás megáldására – szorítkozik. E tisztségből származnak a gyakori Kohen családnév különböző formái is.
Az eredeti menóra sorsa bizonytalan. Egy ábrázolása Titus győzelmi boltívén még ma is látható Rómában, s a feljegyzések szerint Rómában volt, amikor a vandálok i. sz. 455-ben azt kifosztották. Flavius Belisarius a 6. században visszavitte Konstantinápolyba, de azután nyoma veszett. Jelenleg csak találgatásokra hagyatkozhatunk, hogy ott maradt-e Konstantinápoly kifosztásáig, vagy visszakerült-e Jeruzsálembe; mindkét esetben előfordulhat, hogy még ma is létezik.

## A menóra a mai zsidóságban
A menóra középső ágát az utóbbi időkben samasnak hívják. E nevet sok történész az ősi szemita napisten, Samas nevére vezeti vissza és vannak, akik a hét ágat a néhány ősi perzsa kultúrában is imádott égitestek jelképeinek tartják. Megjegyzendő azonban, hogy a samas ugyanakkor a héber nyelv egyszerű szava is, mely a zsinagóga takarítójára, az épület karbantartójára utal. E látszólagos ellentmondás alapja a népi etimológia is lehet, mely a szó eredeti értelmét egyszerűen elfelejthette. A hitközségi mindenes – sámesz ill. שמש – írásmódja azonban semesnek olvasva a napot jelenti. 
Mindenesetre a vezető zsidó rabbik a menórát az izráeli nép szimbólumának, azaz Ézsaiás 42:6 alapján a nemzetek világosságának tekintik. Ezzel a bölcsek azt hangsúlyozzák, hogy a fény („világosság”) nem egy erőszakos erő, azaz hogy Izráelnek a választott népből származó küldetését sokkal inkább példamutatással, mint erővel kell elérnie. Csakúgy, ahogy azt a menórát látó Zakariásnak is mondva volt, „Nem hatalommal és nem erőszakkal, hanem az én lelkemmel!”
A zsinagógákban napjainkban gyakran látható lámpákat ner tamidnak hívják („folytonos lámpa” vagy „örök láng”), és azok csupán a menóra szimbólumainak tekinthetők.
A Szent sátorban és a Jeruzsálemi Templomban, vagyis az Első és Második Templomban használt menórának hét ága volt. A Templom elpusztulása után kialakult hagyomány alapján semmit sem másoltak a régi templom tárgyaiból, s így a menóra hatágú változata terjedt el leginkább. Modern időkben a rabbik egy része visszatért a hétágú menórához, mondván, hogy ez nem tekinthető a templomi másolatának, minthogy ez gyertyát vagy elektromos áramot használ.
A hanuka ünnepek hanukiája (kilencágú menóra) is az eredeti mintájára készült, annak emlékére, hogy a harcok ideje alatt a rendesen egynapi olaj nyolc napig tartott ki. A hanuka a zsidó naptár Kislev hónapjának 25. napján kezdődik, mely 2005-ben december 25–ére, 2006-ban december 15-ére esett stb. A vallásilag kis jelentőségű hanuka nincs megemlítve a zsidó szentírásban (Tanakh ~ Ószövetség), csupán a zsidók által is apokrifnak tekintett Makkabeusok könyvében olvashatunk róla. A hanuka csak a 20. században terjedt el egyfajta „zsidó karácsony”-ként, amelyet sokan keserű iróniának tartanak, mivel azt az eredeti jelentés ellenére a zsidó vallás legvilágiasabb ünnepének, a környezetbe való beolvadás, az asszimilálódás jelképének látják.